# Insurrection de Chindawol
Guerre d'Afghanistan
L'insurrection de Chindawol est une insurrection qui a eu lieu le 23 juin 1979 dans le district de Chindawol (en) dans la vieille ville de Kaboul, en Afghanistan. 

## Contexte
La rébellion a été provoquée par les arrestations de chercheurs et de combattants influents des communautés chiites de la ville (Hazaras et Qizilbash) par le gouvernement au pouvoir. Chindawol était principalement peuplée de ces communautés. 

## Déroulement
Les manifestations ont commencé lorsque des résidents ont attaqué et détenu un poste de police ce jour-là, marchant dans les rues et sur Joda-i Maiwand tout en criant des slogans religieux et anti-gouvernementaux. Plusieurs milliers y ont participé. Le gouvernement les a brutalement réprimés dans une bataille de quatre heures et environ 2 000 Hazaras ont été arrêtés et exécutés.
Ce fut le premier soulèvement populaire de 1979 qui eut lieu à Kaboul.